# We're the Millers
We're the Millers is een Amerikaanse komische film uit 2013 van Rawson Marshall Thurber met in de hoofdrollen onder meer Jason Sudeikis en Jennifer Aniston.

## Verhaal
De kleine drugsdealer David Clark (Jason Sudeikis) wordt beroofd van al zijn geld en voorraad drugs. Aangezien hij hierdoor de veel grotere dealer Gurdlinger (Ed Helms) niet meer kan terugbetalen, stelt deze hem voor een lading cannabis vanuit Mexico de V.S. binnen te smokkelen, voor 100,000 dollar.
David meent dat het te verdacht overkomt als hij in zijn eentje de grens oversteekt en besluit daarom als dekmantel een aantal mensen in te huren om zich voor te doen als zijn gezinsleden. Het gaat hierbij om de stripper Rose (Jennifer Aniston), de van huis weggelopen Casey (Emma Roberts) en de maagdelijke Kenny (Will Poulter). Ze vliegen naar Tucson, waar ze een camper huren om de drugs op te halen en naar Denver terug te brengen.
De "familie Miller" komt in de problemen als blijkt dat de cannabis gestolen is van een machtige Mexicaanse drugsbaron, Pablo Chacón. Bovendien krijgen ze autopech. De familie Fitzgerald die ook in de buurt aan het toeren was, sleept ze naar de dichtstbijzijnde garage. Omdat deze pas de volgende dag open is, besluiten ze ter plekke de nacht door te brengen. David schrikt zich een hoedje als de vader Don een DEA-agent blijkt te zijn. Tussen Kenny en de dochter Melissa slaat een vonk over, maar Kenny heeft nog nooit gezoend. Rose en Casey willen wel met hem oefenen maar tot overmaat van ramp worden ze betrapt door Melissa, voor wie het is alsof Kenny met zijn moeder en zus aan het zoenen is. Ze proberen de sleutels van Don te stelen maar worden betrapt; ze kunnen zich er nog uit redden door te doen alsof ze met de Fitzgeralds wilden swingen. Dit leidt tot allerlei seksuele onthullingen.
De volgende dag gaan de Fitzgeralds snel verder (ze schamen zich enigszins voor de gebeurtenissen van die nacht) en wil David de camper laten repareren. Ze treffen de monteur vastgebonden aan, en Pablo Chacón en zijn handlanger One-Eye staan al klaar om de groep te executeren. Door een striptease van Rose kan de groep ontsnappen, maar een per ongeluk uit Mexicaans fruit meegekomen tarantula kruipt in Kenny's broek en bijt hem in de testikels. Deze zwellen enorm op door een allergische reactie en Kenny moet naar een dokter en het ook daarna rustig aan doen. Dit is niet naar David's zin die inmiddels een beloning van 500,000 dollar had heronderhandeld met Gurdinger op voorwaarde dat de drugs dezelfde avond in Denver zijn. In de discussie onthult David dit, en de andere drie voelen zich zwaar belazerd (Rose zou maar 30,000 dollar krijgen, Casey 1,000 en Kenny helemaal niets). David besluit zelf naar Denver te rijden maar krijgt onderweg spijt en gaat terug. Hij besluit de beloning te delen, 125,000 dollar voor elk.
Hierbij lopen ze opnieuw de Fitzgeralds tegen het lijf en bekennen dat ze drugssmokkelaars waren en dat de 'Millers' slechts een dekmantel vormden. Maar ook Pablo Chacón en One-Eye liggen op de loer en maken zich op zowel de Millers als de Fitzgeralds te executeren. Wanneer Chacón even is afgeleid door het vuurwerk wegens de 4th of July festiviteiten, slaan David en Kenny hem neer. Kenny en Melissa zoenen, gevolgd door David en Rose. Don arresteert Chacón en One-Eye, maar laat de Millers gaan.
David gaat de drugs bij Gurdlinger afleveren maar die weigert hem te betalen, dat was hij sowieso al niet van plan geweest. Direct valt die DEA binnen, die David via Don had getipt. Hangende het proces tegen Gurdinger en Chacón worden David en alle getuigen ondergebracht in het getuigenbeschermingsprogramma. David, Rose, Casey en Kenny leven derhalve als familie in een buitenwijk, maar in hun tuin hebben ze marihuanaplanten geplant.

## Rolverdeling
| Acteur           | Personage             | Opmerkingen                                      |
| ---------------- | --------------------- | ------------------------------------------------ |
| Jason Sudeikis   | David Clark           | Zogezegd David Miller                            |
| Jennifer Aniston | Sarah "Rose" O'Reilly | Stripper, zogenaamd Davids vrouw                 |
| Luis Guzmán      | Mexicaanse politieman | Mexicaanse politieman                            |
| Kathryn Hahn     | Edie Fitzgerald       | vrouw van Don                                    |
| Ed Helms         | Brad Gurdlinger       | Drugsdealer, opdrachtgever van David             |
| Thomas Lennon    | Rick Nathanson        | oud klasgenoot van David                         |
| Ken Marino       | Todd                  | Garage baas                                      |
| Nick Offerman    | Don Fitzgerald        | DEA Agent                                        |
| Will Poulter     | Kenny Rossmore        | Zogenaamd Davids zoon                            |
| Molly Quinn      | Melissa Fitzgerald    | dochter van Don                                  |
| Emma Roberts     | Casey Mathis          | Zogenaamd Davids dochter, weggelopen van huis    |
| Tomer Sisley     | Pablo Chacon          | Mexicaanse drugsdealer, opdachtgever van One Eye |
| Matthew Willig   | One Eye               | Mexicaanse drugsdealer                           |
| Mark L. Young    | Scottie P.            | "vriendje" van Casey                             |
| Scott Adsit      | Dokter                |                                                  |

## Trivia
- Net voor de aftiteling, aan het einde van de bloopers, wordt een fragment getoond in de mobile home waarbij alle hoofdacteurs aanwezig zijn en waar in plaats van het liedje "Waterfalls" van TLC opzettelijk het liedje "I'll be there for you" van The Rembrandts wordt afgespeeld. Dit was het introlied van de televisieserie Friends, waarin actrice Jennifer Aniston tien seizoenen lang een van de hoofdrollen speelde.